# Acallepitrix nitens
Acallepitrix nitens är en skalbaggsart som först beskrevs av Horn 1889.  Acallepitrix nitens ingår i släktet Acallepitrix och familjen bladbaggar. Inga underarter finns listade i Catalogue of Life.